# История Березников
История Березнико́в — история развития города Березники Пермского края, а также поселения при Березниковском солеваренном и содовом заводах, давшему название городу.

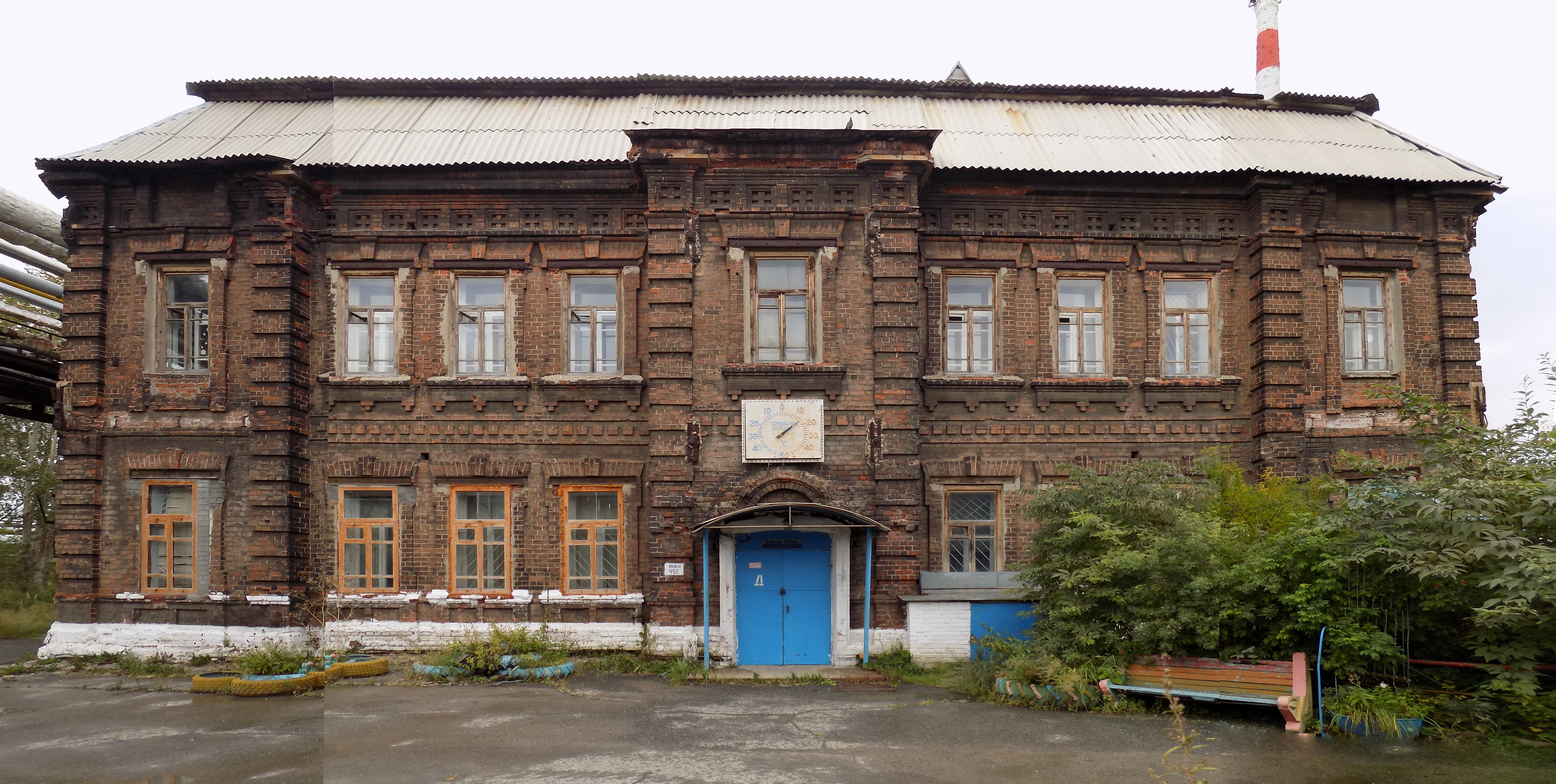

История современных Березников берёт начало в 1932 году, когда поселения вокруг березниковских промыслов были объединены в одно целое — город Березники. В состав нового города вошли поселения, ведущие историю с XVII века: город Усолье (1606 год), Дедюхин (вторая половина XVII века), Веретия и Усть-Зырянка (первая половина XVII века), селение при Березниковском солеваренном (содовом) заводе (не позднее 1623 года, с перерывами).
Поселение при Березниковском солеваренном (содовом) заводе, давшее название городу Березники, было основано вместе с солеваренными промыслами не позднее 1623 года, когда появились первые варницы. Березниковским завод и промысел назывались потому, что находились на Берёзовом острове. При соляном заводе была слободка, жители которой обслуживали промыслы (в 1678—1679 годах проживало минимум 64 взрослых мужчины, было 54 двора и 3 избы). С начала XVIII века промысел прекращает свое существование; с остановкой завода опустела и слобода. В 1782 году Березниковский солеваренный завод, уже принадлежавший казне, пускают в действие, но из-за слабости рассолов вновь закрывают в 1797 году, а рабочих переводят в Дедюхин. В 1869 году купец Иван Любимов приобретает от казны землю на Берёзовом острове и начинает строить Березниковский содовый завод, при котором возник посёлок, где жили рабочие. Однако значительная часть рабочих проживала в Дедюхине, Лёнве, Веретье и Новом Усолье.
Березниковский содовый завод АО «Любимов, Сольвэ и К.» в 1918 году был нацианализирован и преобразован в 1923 году в Березниковский образцовый содовый завод (комбинат). Первоначально развитие промышленных территорий вокруг содового завода планировалось путём включения их в городскую черту города Усолья (1925 год), однако с открытием Верхнекамского месторождения калийных солей (1925) и началом строительства Березниковского химкомбината (1929) центром жилищного строительства для комбината было выбрано место в районе посёлка Чуртан, который впоследствии станет ядром нового города.
20 марта 1932 года Президиум ВЦИК РСФСР постановил объединить в один город с именем Березники: город Усолье и рабочие поселки Веретия, Дедюхин, Лёнва, Усть-Зырянка и Чуртан Березниковского района Уральской области. В городскую черту объединённого города Березники были включены прилегающие к нему населенные пункты с их усадебными и земельными угодьями: давшее название новому городу селение Березники, ст. Усольская Пермской железной дороги, пристань Усольская на реке Каме, селение Зырянка, деревня Камень (Сергиева), селение Басево и вновь возникший поселок на территории сельскохозяйственного Усольского комбината.
В 1930—1934 годах Березники — центр Березниковского района Уральской области, в 1934—1938 годах — центр Ворошиловского района Свердловской области, в 1938—1940 годах — центр Ворошиловского района Пермской области. В 1940 году из состава Березников был выделен город Усолье, а Березники получили статус города областного значения и вышли из состава преобразованного Ворошиловского (Усольского) района с новым центром в Усолье.
С 1963 до 1965 года Березникам временно подчинялись город Усолье и рабочий посёлок Орёл, а также Зырянский, Пыскорский и Троицкий сельсоветы. С 1965 до 2004 года Березникам подчинялся Троицкий сельсовет, которому были переподчинены населённые пункты упразднённого в 1964 году Зырянского сельсовета (позже влившиеся в городскую черту Березников).
В рамках организации местного самоуправления с 2004 до 2018 года Березники образовывали городской округ, расширенный в 2018 году за счёт территории Усольского района с городом Усолье в единое муниципальное образование город Березники или Березниковский городской округ.
После преобразования Пермской области в край, Березники в 2005 году стали городом краевого значения.

## Солеварный завод XVII века
Березниковский солеваренный завод и промысел именовались так потому, что находились на Берёзовом острове напротив Усолья. Другое название острова — Побоищный (в 1572 году остров был местом жестокой схватки между местным тюркским или фино-угорским населением и русскими колонистами). Впервые о варницах на этом острове упоминается в переписных книгах Кайсарова 1623—1624 годах, когда там находилась одна действующая варница и одно варничное место. Солеварню построили монахи Пыскорского монастыря на землях, пожалованных Никитой Строгановым в 1603 году. В 60-е годы XVII столетия варниц было четыре, а в 1670-е у Спасо — Преображениского монастыря имелось уже 10 варниц.
Около 1700 года Кама в районе Дедюхина изменила течение, протока между Берёзовым островом и берегом Камы исчезла. Образовалось урочище Березник. В середине XVIII в. в Березнике работали 4 солеварни, принадлежащие Пыскорскому монастырю (см. раздел Документы).
- 59°25′12″ с. ш. 56°43′42″ в. д.HGЯO — место расположения пристани Березники (см. раздел «Документы»), впоследствии — пристань Содового завода.
- 59°25′19″ с. ш. 56°43′37″ в. д.HGЯO — место расположения ж/д станции Березники (впоследствии — Солеварни).
- 59°24′46″ с. ш. 56°44′11″ в. д.HGЯO — жилой посёлок Содового завода («Маленькая промышленная Бельгия», по выражению Бориса Пастернака). Также носил имя «Березники», потому что был расположен недалеко от Солеваренного завода и посёлка XVII в.
- 59°24′11″ с. ш. 56°43′43″ в. д.HGЯO — примерное место расположения причала Березниковского солеваренного завода (пристань Березники находилась севернее).

Первые поселения на территории Березников возникли в XVI—XVII веках на базе соляных промыслов графов Строгановых.

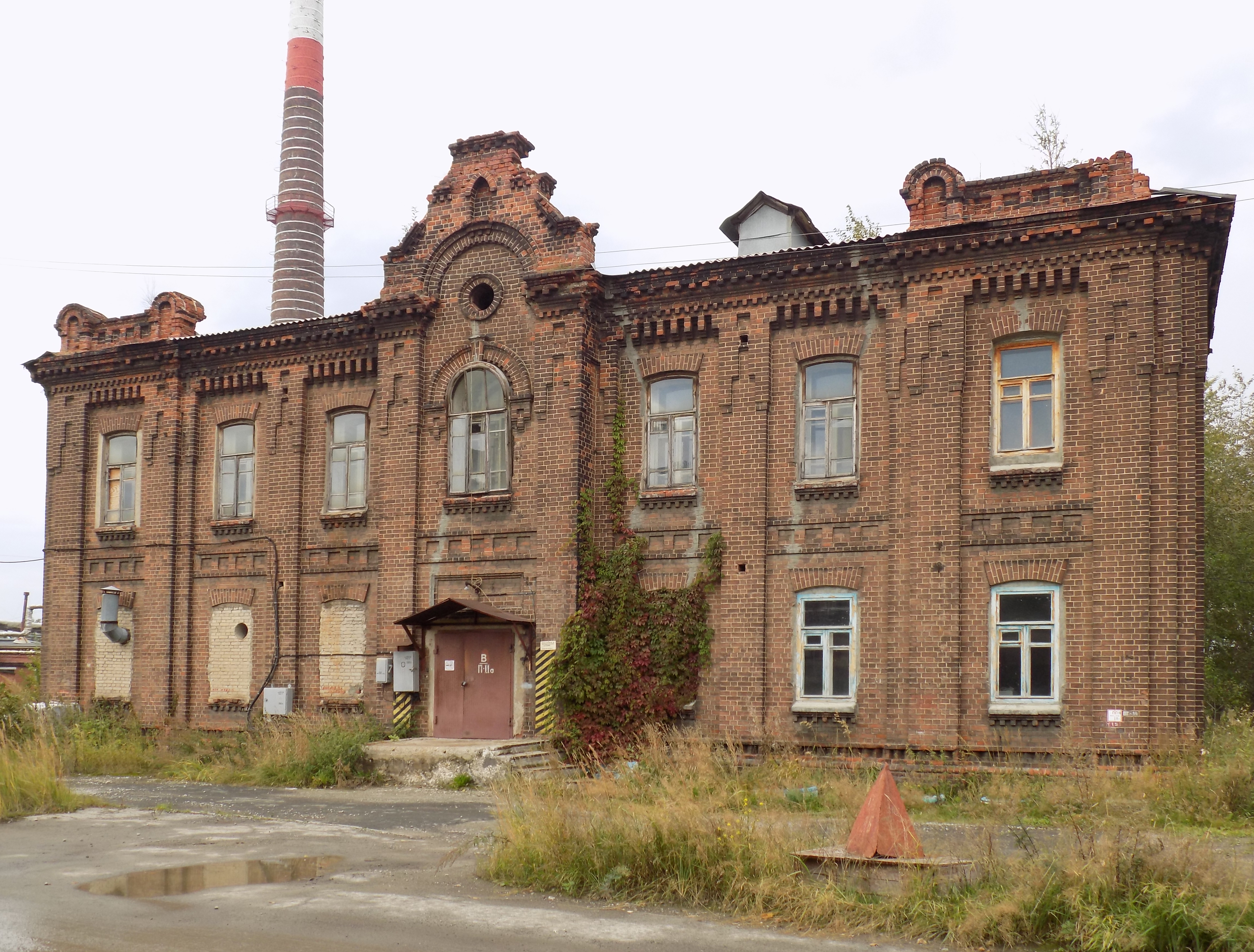

(…)Того ж монастыря на реке на Каме остров Побоищной на усть речки Зырянки, а на нём двор монастырской, а в нём живут старцы и детеныши, да на том же острову монастырская варница соляная, да место варничное, а дал тот остров и с соляною варницею в Преображенской монастырь Микита Строганов из своей вотчины из угодей Орлова городка по своих родителях в прошлом во 131 году в прок. Да у Соли на посаде двор монастырской, а в нём живут старцы и детеныши; пашни паханые монастырские в Усольских полях худые земли 8 четьи с осьминою, да перелогом 6 чети с осьминою в поле, а в дву по тому ж; сена на реке на Каме и на речке на Усолке и на речке на Лысве 200 копен.(…)

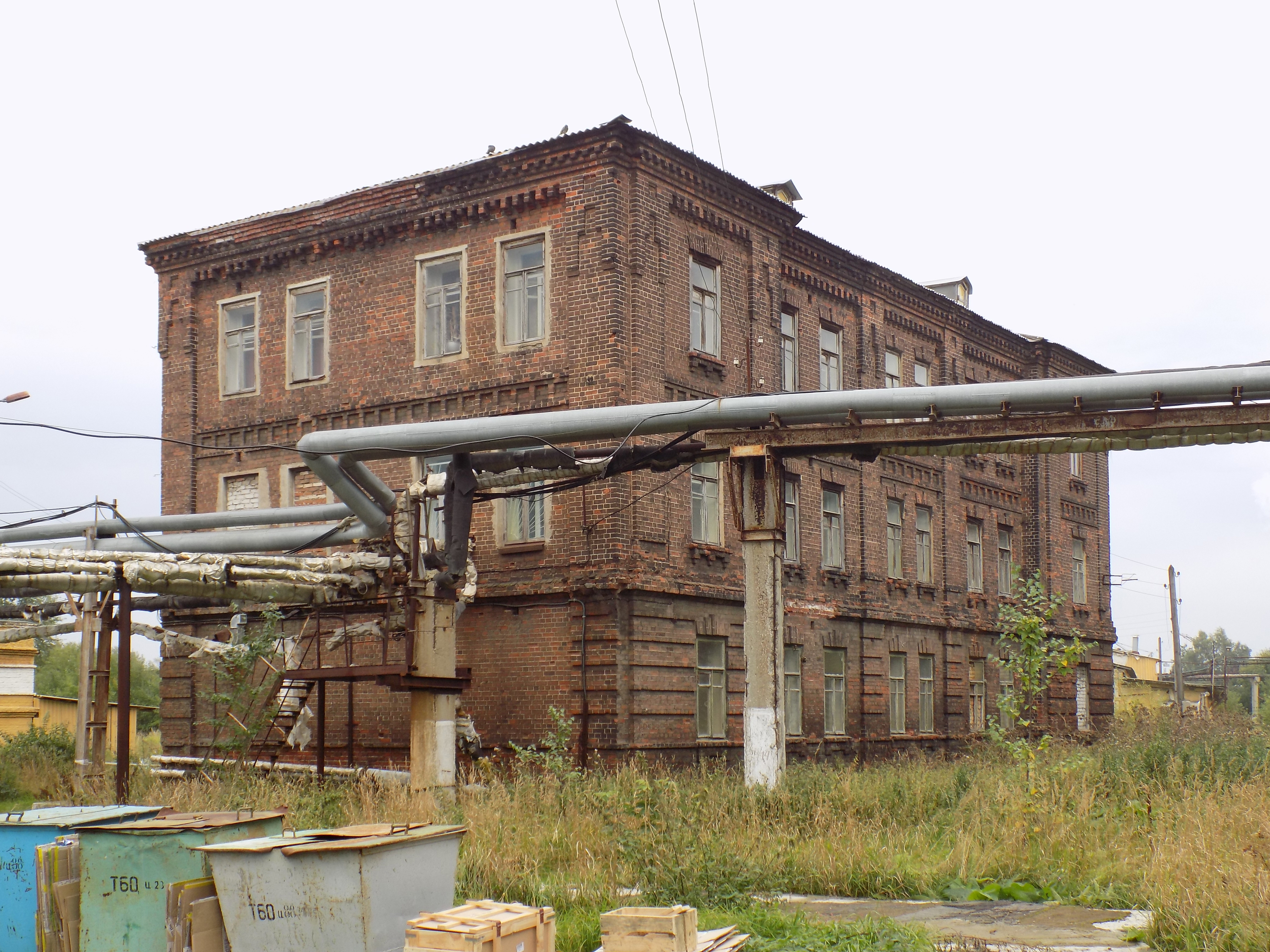

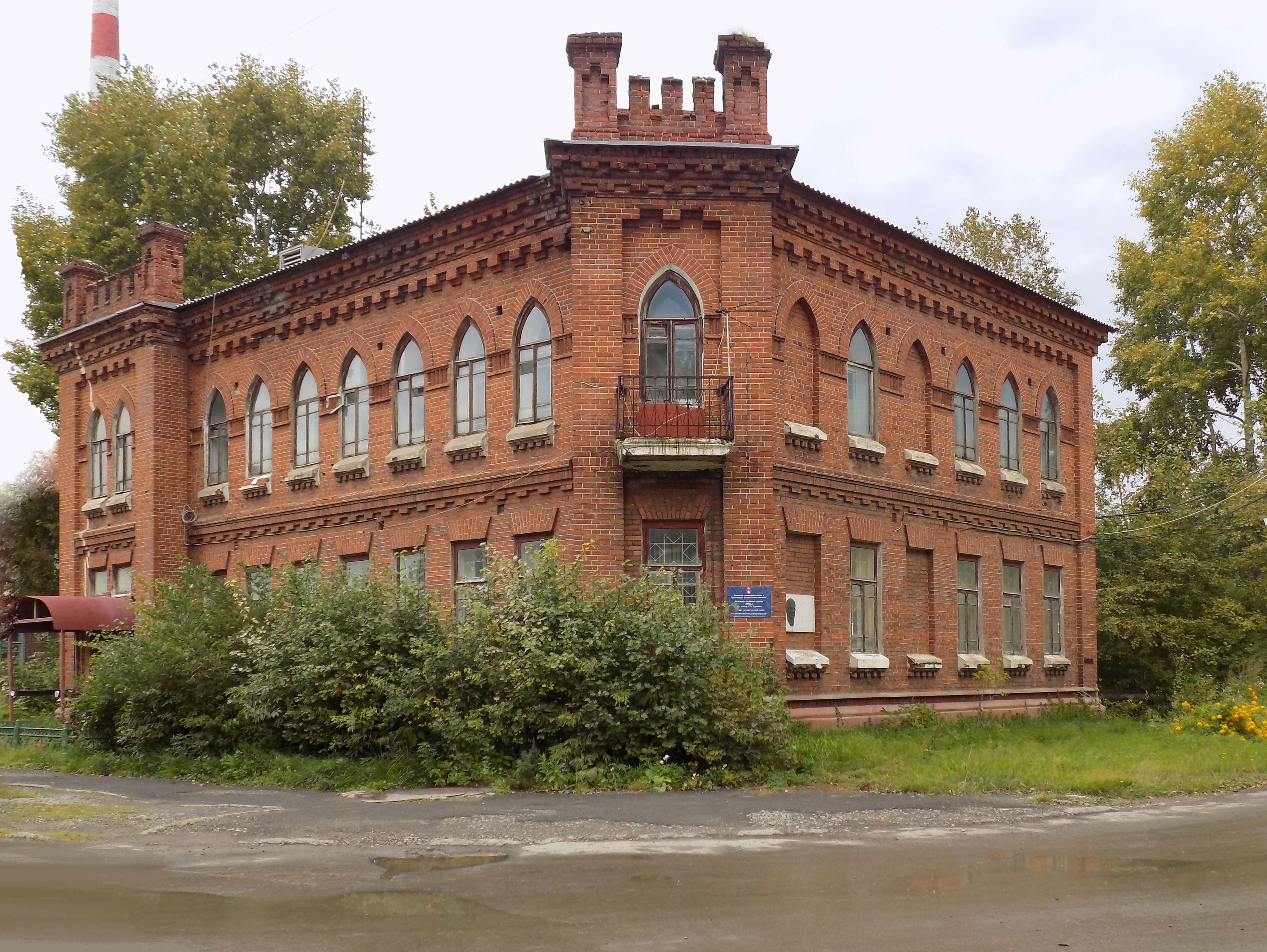

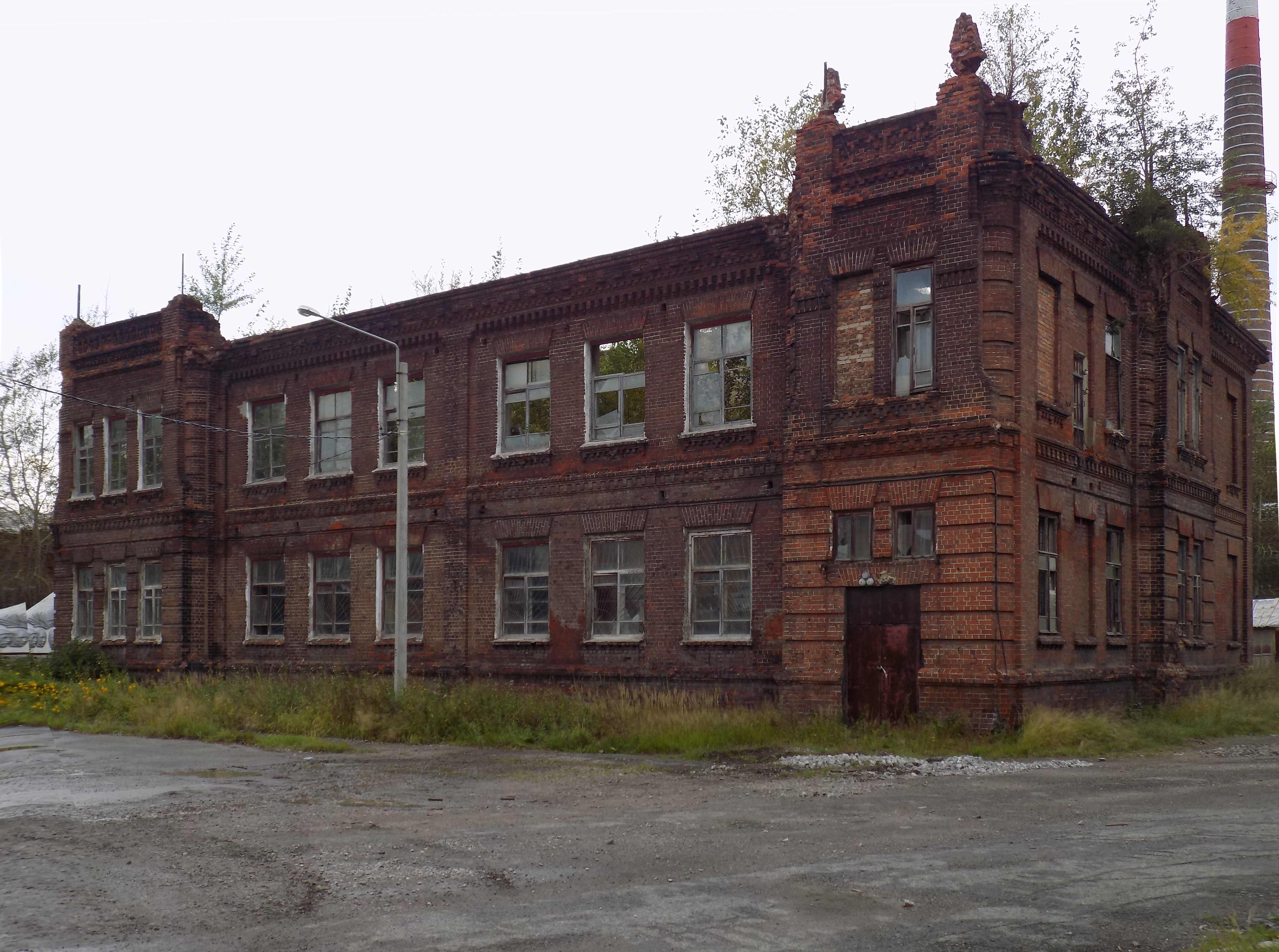

Монастырь на Пыскоре. Перепись [Кайсарова] Перми Великой 1623—1624 г.
(…)А Пыскорскаго монастыря землям межа от реки Камы, речкою Лысвою в верх до Лысвинских… па праве пожни лес камского Усолья крестьян, а по левую сторону речки Лысвы, в низ по речке по Каме, по правую сторону, до речки до Нижней Пыскорки берег, и пожни, и лес Монастырской, а по левую сторону, Камы реки, межа Спасскаго монастыря с усольскими крестьянами, от верхняго конца Чашкина озера, от Чудцкаго селища, прорывом к Каме реке по конец Березоваго острова. нижнего конца, до 3орзина острова, по правой стороне пожни и лес Камскаго Усолья крестьян, а по левую сторону, в низ по Каме до Устья речки Зырянки озеро Чашкино вверх по обе стороны реки Зырянки до трёх гранных елей пожни монастырския; а зырянскаго погоста крестьян сенным покосом межа по речке по Зырянке, по обе стороны, от межи Спасскаго монастыря гранныя ели вверх, по обе стороны, до вершины; а сена на тех покосах шесть сот семьдесят копен, а Богданова купленныя пожни, сенные покосы в тех же зырянских покосах.(…)

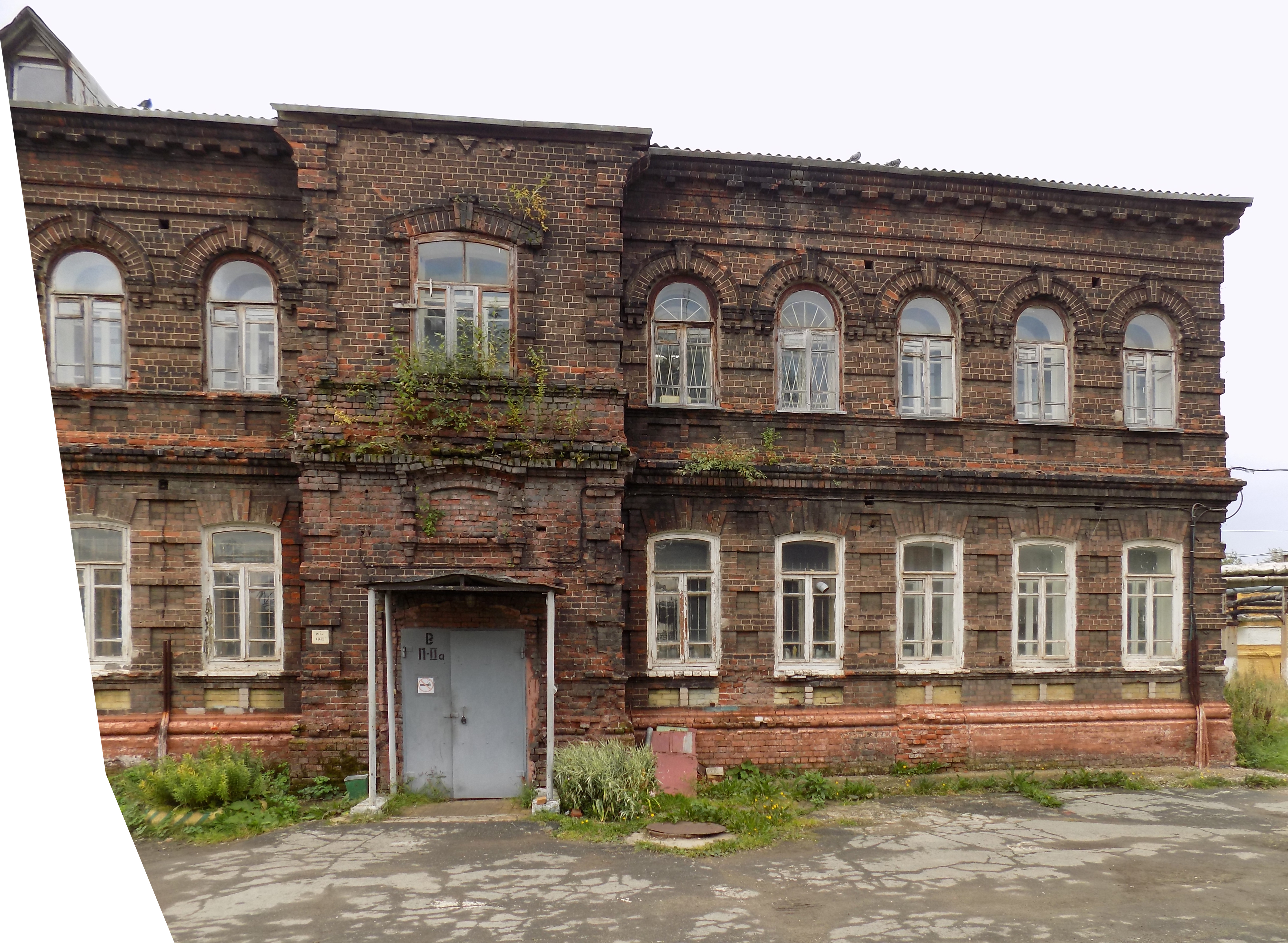

Соликамские Писцовые книги письма и меры Михаила Кайсарова 1623—1624 г.

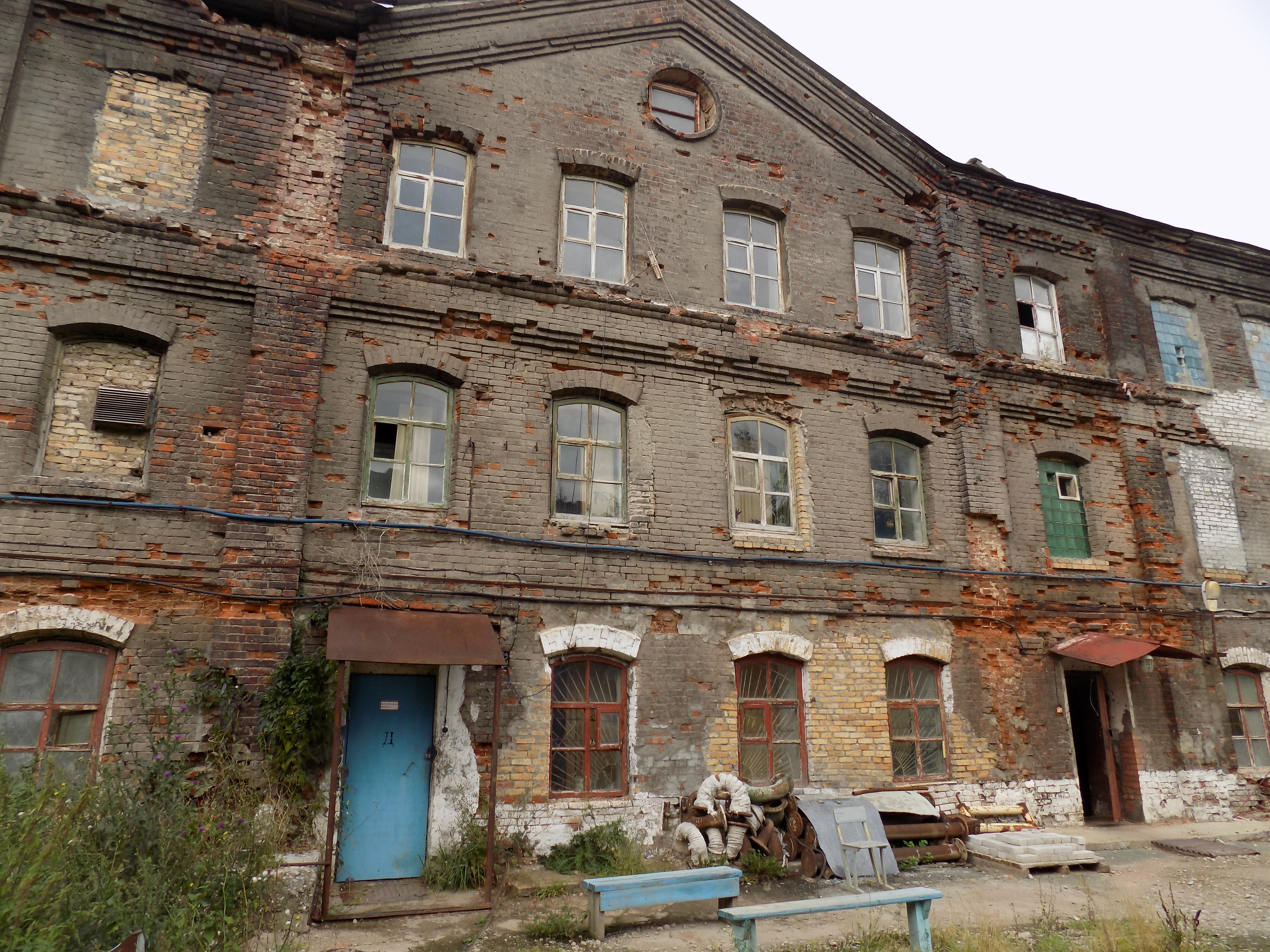

Деревня на реке на Каме Березник а в ней крестьян
Во дворе Иван Якимов сын Глуховых 25 лет у него жена Василиса Михайлова дочь 28 лет у него детей Тимофей 6 Гаврило 3 лет да дочь девка Татьяна 5 лет живёт он Иван во дворе дяди своего Леонтья Власова сына Глухова и отца своего Якима Романова сына и брата своего Зотея и во 198-м году дед (!) ево Леонтей а отец Яким в 204-м а Зотей
(л.1141об.) во 198-м годех померли
Во дворе Иван Большей 55 лет Иван Меньшей 45 Елисей 44 лет Федотовы дети Глуховы у Ивана Большаго жена Ульяна Иванова дочь 56 лет у него сын Леонтей 30 лету него жена Агрофена Петрова дочь 30 лет у него детей Аника году да дочь девка Настасья 2 лет у Ивана Меншаго жена Татьяна Прокофьева дочь 50 лет у него детей Фёдор 32 Дорофей 29 Гаврило 26 Алексей 19 Тимофей 10 лет да две дочери девки Анна 18 Марья 8 лет у Фёдора жена Авдотья Мартынова дочь 32 лет у него детей Артемей 5 Макар 2 лет да дочь девка Акулина 4 лет у Дорофея жена Лукерья Васильева дочь 25 лет у него сын Григорей году у Гаврила жена Василиса Борисова дочь 26 лет у Елисея жена Авдотья Тимофеева дочь 44 лет у негосын Василей 19 Яков 3 лет да три дочери девки Ульяна 8 настасья 5 Елисава 3 лет живут они Иван з братьями во дворе отца своего Федота Власова сына Глухова с племянником з Данилом Ивановым сыном и в 204-м году отец их Федот а племянник Данило во 194-м году померли
Во дворе Филип

(л.1142) 34 Кирило 18 лет Мироновы дети Глуховы у Филипа жена Аксинья Иванова дочь 30 лет у него две дочери девки Авдотья 5 Прасковья 3 лет у Кирила жена Марья Васильева дочь 20 лет у него дочь девка Марфа 3 лет да зять Тимофей Карпов сын Власов 30 лет у него жена Матрона Гарасимова дочь 40 лет у негож пасынки Иван 10 лет у него сестра девка Дарья 6 лет Викуловы дети Глуховож уроженец Тимофей с Нижных Мулов живут они Филип з братом во дворе отца своего Мирона Осипова сына Глухово и братей своих Викула и Киприяна да Ивана Мироновых детей и во 194-м Мирон а сын ево Викул в 704-м годех померли а Киприян да Иван съехали на Обву в Рожественской приход на Паю во 199-м году
Перепись Алексея Никеева 1710 года

(…)С такими намерениями поехали мы сначала в монастырское село Дедюхина, лежащее на левом берегу Камы и имеющее примерно 200 дворов. Оно относится к Пыскорскому монастырю и имеет здесь 26 солеварен, которые вблизи в трёх местах расположены. Эти три различных места называются Старой Промысел, Никольской Промысел, Ильинской промысел. Этот же монастырь имеет 4 солеварни в семи верстах вниз от Дедюхина, тоже на левой стороне Камы, немного ниже Строгановских солеварен, около Ново-Усолья.
ДЕДЮХИНА 4614 ВЁРСТ
Место, где расположены эти 4 солеварни, называется Березник. Из 30 солеварен 28 в работе. 26 солеварен в Дедюхина имеют вместе 17 колодцев, которые между солеварнями так поделены, что полтора, два, и то и три колодца свой рассол к одной солеварнице доставляют. На двух колодцах рассол достают люди, также как в Соликамске, на других же это делается с помощью лошади, которая ходит по кругу и управляется маленьким мальчиком. Шесть человек, всегда два по два вытягивают за 3 часа по 300 вёдер рассола. Колодцы глубиной от 30 до 33 саженей. Рассол же стоит высоко, до него от 6 до 8 саженей. По содержанию соли цифры различные от 7 до 13 лотов. Соляные сковороды от 11 до 12 аршин в длину и ширину и от 6 до 8 вершков глубиной. 12 солей вываривают за одну соляную неделю, одна соль вываривается за 24 часа. Поэтому соляная неделя составляет 12 дней. Но иногда случаются неполадки, тогда неделя длиться до 15 дней. За одну соляную неделю получают 500—600 мешков соли, в расчёте по 3 пуда в мешке.
За все рабочие месяцы, если погода не препятствует, со всех солеварен собирают примерно сто тысяч пудов. Монастырь каждый год отправляет 10 лодей, в которые загружают по 800 тысяч пудов. Я считаю эти цифры неверными, потому что расчёты не сходятся. Я их записал, как мне их дали. Лодья везёт намного меньше — а точнее 130—140 тысяч пудов, хотя она большая, около 105 локтей длинной и 28 локтей шириной.(…)

И. Гмелин, «Путешествие в Сибирь», Соликамск, 2012 г. (переиздание книги, вышедшей в Геттингене 1751 г., перевод с немецкого Д. Ф. Криворучко, ответственный редактор Е. В. Смирнов).

## XIX—XX вв
В 1860-х годах пермский купец И. И. Любимов взял в аренду Дедюхинский солеваренный завод, а в 1873 г. заново организовал солеваренный промысел на купленной им у казны Березниковской даче (производстве). После реконструкции Березниковский солеваренный завод заработал по-новому для того времени, так называемому чистому (баварскому) методу. Этим завод отличался от существовавших в Верхнекамье солеваренных заводов, принадлежавших известным промышленникам Строгановым, Лазаревым и др.

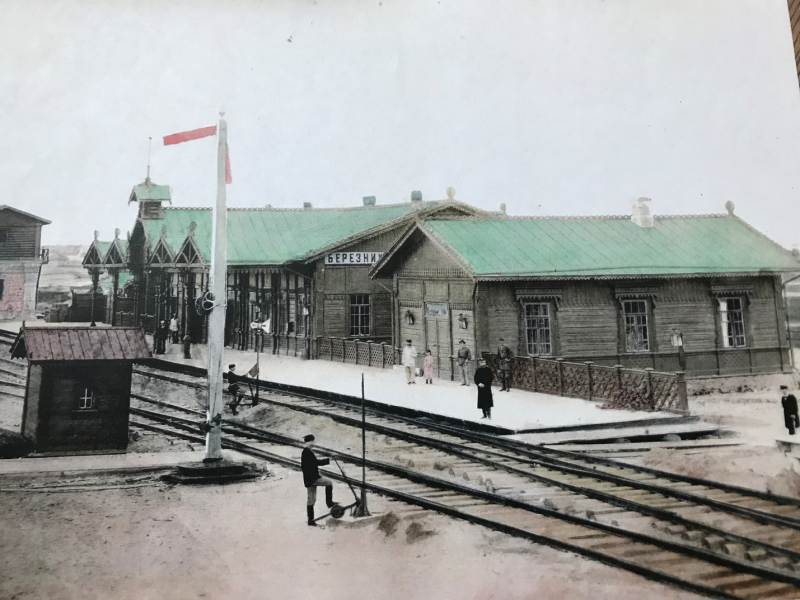
Станция Березники, 1879 г.

В 1879 году была построена Луньевская ветка Горнозаводской железной дороги. Конечной на ней была станция Березники (с 1903 г. Солеварни).
В 1899 умер Иван Иванович Любимов. Акционером БСЗ и владельцем Солеваренного завода стал его племянник, инженер-техник Иван Михайлович Любимов. Солеваренный завод был к тому времени перестроен по баварскому способу, содержал 12 варниц, вываривал 2487792 пудов соли и оценивался в 203 805 р.
Березники -
пристань на р. Каме, Пермской губ., Соликамского у., близ конечного пункта ветви Пермской жел. дор., недалеко от Дедюхинских и Усольских соляных заводов. В 1901 г. от Б. отправлено 176 судов с грузом 4304 тыс. пд., разгружено 82 судна (83 тыс. пд.).
Энциклопедический словарь Ф. А. Брокгауза и И. А. Ефрона. — С.-Пб.: Брокгауз-Ефрон. 1890—1907:
Березники (218 верста) — село на левом берегу Камы, конечная станция Луньевской ветви Пермской железной дороги; соляные варницы, содовый завод. Рядом находится большое торговое село Лёнва и заштатный город Дедюхин.
Река Кама (карманный справочник):

## Начало XX века
Советская власть в Березниках была установлена в декабре 1917 года. Березниковский содовый завод в 1918 году был национализирован и в 1923 году преобразован в Березниковский образцовый содовый завод (комбинат) имени В. И. Ленина. Березниковский солеваренный завод в 1919 году включён в трест «Пермсоль»; выварка соли продолжалась до конца 1930-х годов. В конце декабря 1918 года Березники были заняты белыми войсками, в июле 1919 — частями Красной Армии.
В 1926 году в рабочем посёлке Березники проживали в 15-хозяйствах 499 чел., 242 мужского и 257 — женского пола. Преобладающая национальность — русские. Березники входили в Веретийский поселковый совет Усольско-Лёнвенского района (в 1916 году — Лёнвенская волость). Расстояние до ж/д станции «Усольская» — 1 км. Ближайшая школа I ступени находилась в 1 километре, в посёлке Веретия.
В 1929 году на месте Солеваренного завода начинается строительство крупного азотно-тукового завода с мощной ТЭЦ (начало возведения цехов основного производства Березниковского химического комбината). Посёлок Березники оказался в промзоне.

### 1930-е годы
20 марта 1932 года — преобразование рабочего посёлка Березники в город и объединение с г. Усолье и рабочими посёлками: Веретия, Дедюхин, Лёнва, Усть-Зырянка и Чуртан.

### 1940-е годы
30 августа 1940 года — Указом Президиума Верховного Совета РСФСР из городской черты города Березники выделен город Усолье.

## Березники в годы Великой Отечественной войны
В годы Великой Отечественной войны на фронт ушли 12 тыс. жителей города, 8 тыс. не вернулись с поля боя. 17 березниковцев стали Героями Советского Союза. В ходе эвакуации город принял более 30 тыс. человек. Оборудование эвакуированных предприятий использовалось для развития существующих заводов и создания новых производств 22 июня 1943 года была получена первая продукция на магниевом заводе. 1 мая 1944 года открыта шахта на БКК-1.
Березниковцы производили сырье для боеприпасов и боевой техники (выработка аммиачной селитры, используемой в производстве снарядов и авиабомб, выросла
в 35 раз), ручные гранаты, лекарства. В больнице, Дворце культуры им. Ленина и четырёх школах размещались госпитали. Жители собирали средства для помощи фронту. С августа 1941 по апрель 1945 года Ленинградское Краснознаменное пехотное училище, передислоцированное в Березники, подготовило почти 5 тыс. младших командиров.
С января 1942 по июль 1944 года во Дворце культуры азотчиков работал Ленинградский театр юного зрителя. За это время артисты ТЮЗа показали около 1000 спектаклей и дали более 2000 концертов.

## Современный период

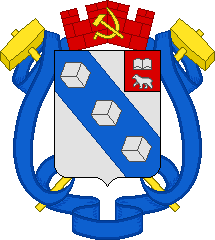
герб (1981 г.)

С 1984 года у Березников появились свой герб и флаг.
В 1990-х город ожидал долгий перерыв в развитии. Но уже сейчас город вновь возобновляет свое преображение: строятся фонтаны, гипермаркеты, реставрируют скверы, облагораживаются улицы.
В декабре 1992 года начинается заселение первого дома в микрорайоне «Усольский». На левом берегу молодежь строит МЖК (молодежный жилой комплекс). На месте бывших деревень возникают дома повышенной этажности (с 1985 года) В промышленности мощно развиваются ПО «Уралкалий» (в 1985 г. строительство БКЗ-4 объявлено Всесоюзной ударной комсомольской стройкой) и «Азот», где идет реконструкция старых производств и строятся новые.
Город успешно преодолел испытания временем. Сегодня Березники являются центром промышленной, деловой, научной и культурной жизни Верхнекамья. Город занимает лидирующие позиции в Прикамье, опережая по целому ряду социально-экономических показателей другие территории региона. На данный момент Березники является вторым по величине городом в Пермском крае, центром химической промышленности России, культурной столицей Верхникамья. Здесь реализуется множество инновационных проектов, уникальных в масштабах не только Пермского края, но и всей России.